# Dionysia diapensiifolia
Dionysia diapensiifolia är en viveväxtart som beskrevs av Pierre Edmond Boissier. Dionysia diapensiifolia ingår i släktet Dionysia och familjen viveväxter. Inga underarter finns listade i Catalogue of Life.

## Bilder

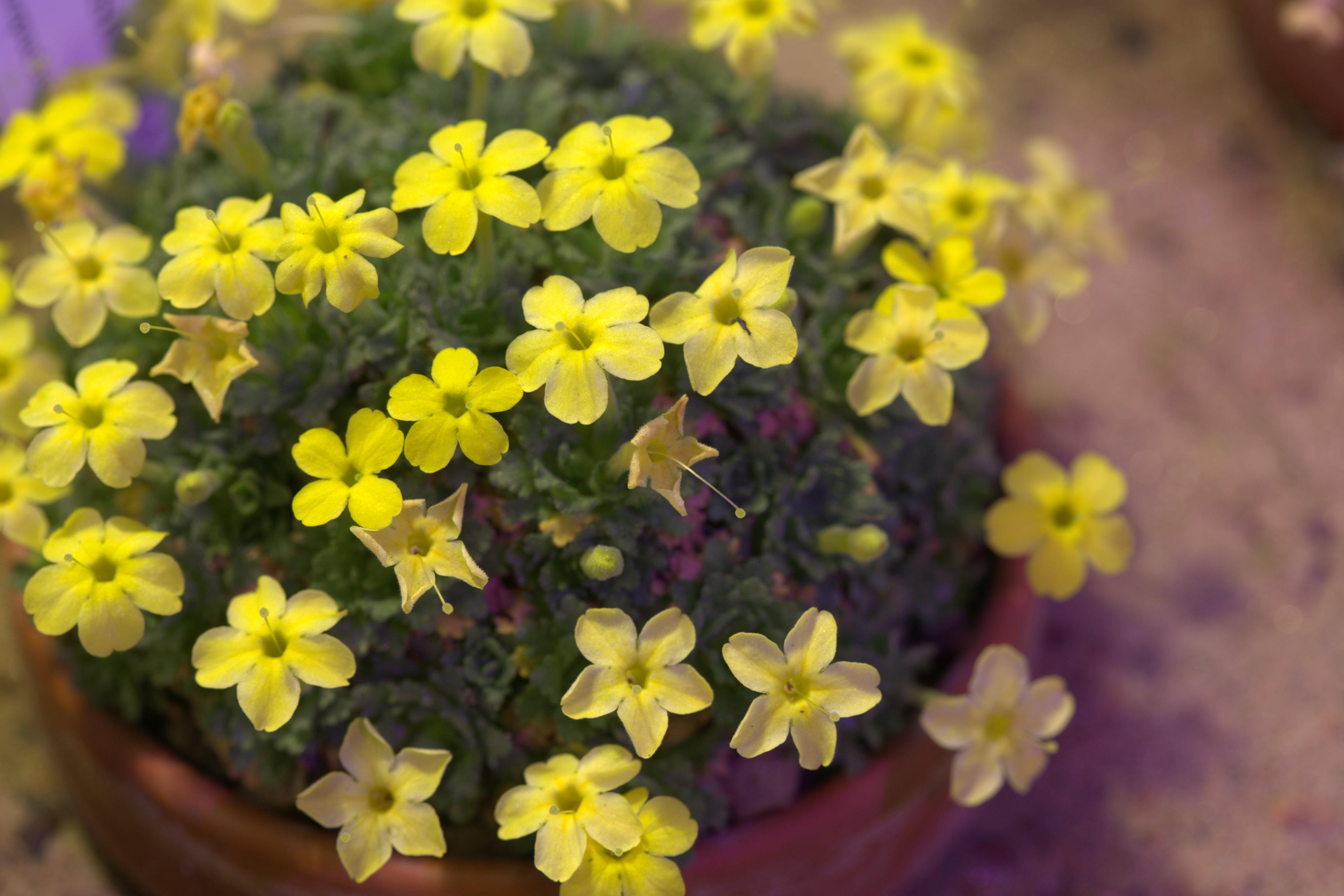
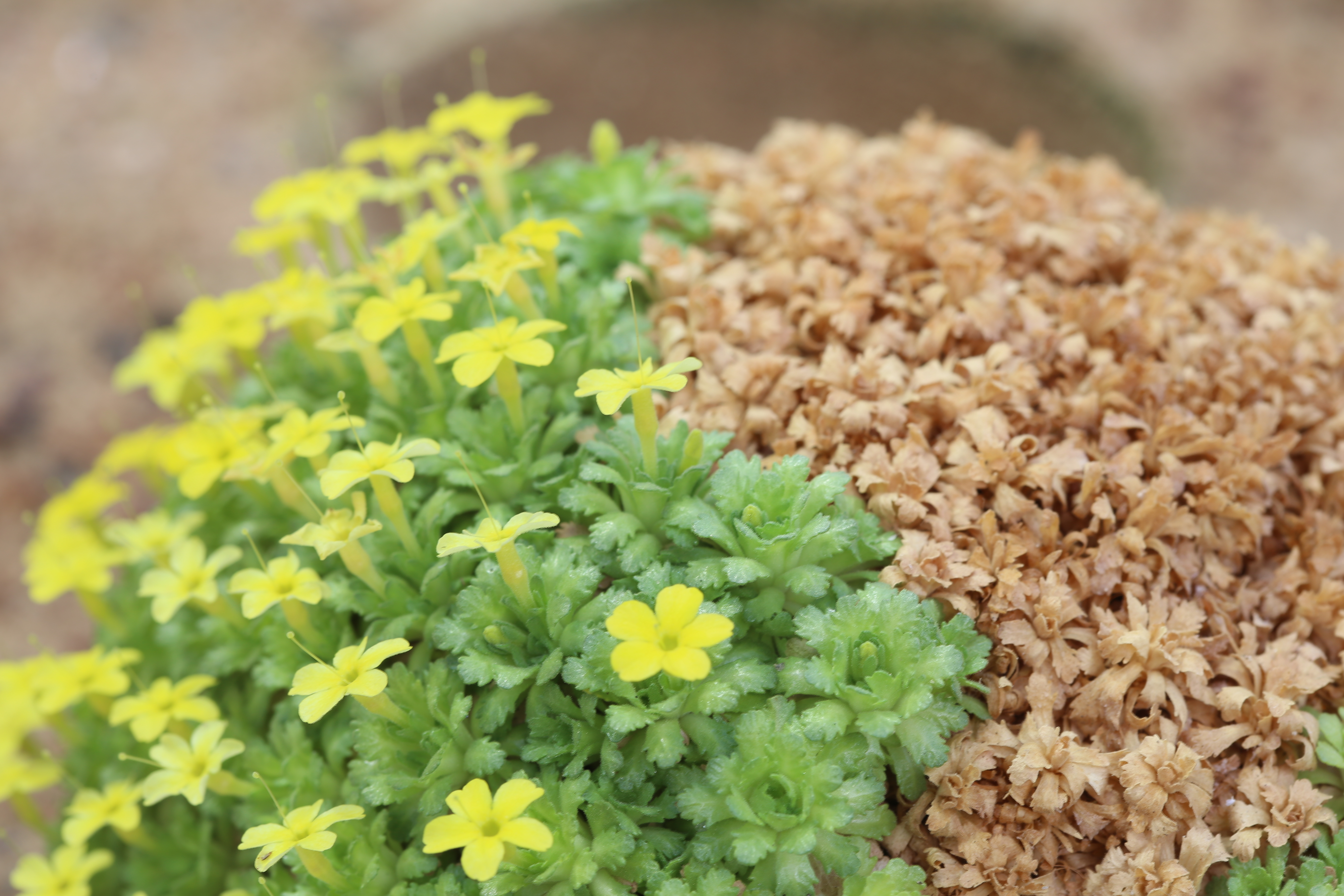